# Ruhaipar

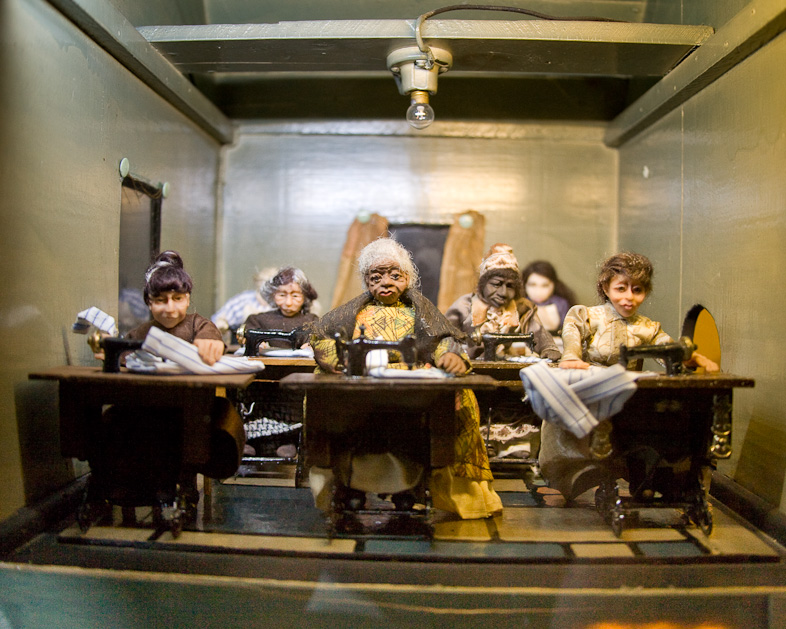
Varroda bábfigurákkal (Nagy Amerikai Babamúzeum, Danville (Kentucky))

A ruhaipar – más elnevezésekkel konfekcióipar vagy textilruházati ipar – a ruházati termékek nagyüzemi, általában tömeggyártásban, de legalábbis nagy sorozatokban történő előállítását jelenti. Történelmileg a kézműipari módszerekkel készített férfi-, női és gyermekruhákat előállító szabóságokból, kis varrodákból nőtt ki, az ezekben alkalmazott technológiai eljárások fokozatos gépesítésének hatása alatt és annak eredményeként, amit a városiasodással megjelenő új piaci igények gerjesztettek.
A ruhaipar mint iparág fogalma tehát azokat a kisebb-nagyobb gyárakat, üzemeket foglalja magában, amelyek ruházati és más, konfekcionálást igénylő textiltermékek tömeg- illetve sorozatgyártásával foglalkoznak. Ma ezek a termelőegységek néhány tíztől több ezerig terjedő létszámban foglalkoztatnak munkavállalókat.
Mindamellett máig fennmaradtak az egyedi megrendelésre készített ruhákat előállító és ruhajavítással foglalkozó magánvállalkozók, egy vagy egy-két emberrel dolgozó kis szabóságok.
Az összefoglaló statisztika a textilipart és a ruhaipart általában együtt kezeli „textil- és ruhaipar” elnevezéssel, a nem szakértő közönség pedig a két ágazatot egynek gondolja és amikor a „textilipar” kifejezést hallja, ebbe beleérti a ruhaipart is. Valójában két különálló, bár egymással szoros kapcsolatban álló szakágazatról van szó. A textilipar, amellett, hogy feldolgozásra alkalmas anyagokat (kelméket, a kellékanyagok egy részét, például varrócérnát, bélésanyagokat stb.) szállít a ruhaiparnak, sok más terület beszállítója is (például különféle műszaki és egészségügyi, gyógyászati textíliákat gyárt), a ruhaipar pedig a textilanyagokból a készruházati termékeket (alsó- és felsőruházati cikkeket, sapkákat, szabott kesztyűket stb.), továbbá ezeken kívül a háztartásokban használt egyéb, szabás-varrást igénylő textiltermékeket (asztal- és ágyneműk, törülközők és más törlőkendők, függönyök, terítők, bútorhuzatok stb.) állítja elő. Ez indokolja a két ágazat külön tárgyalását.

## Történet

### A ruhaipar kialakulása

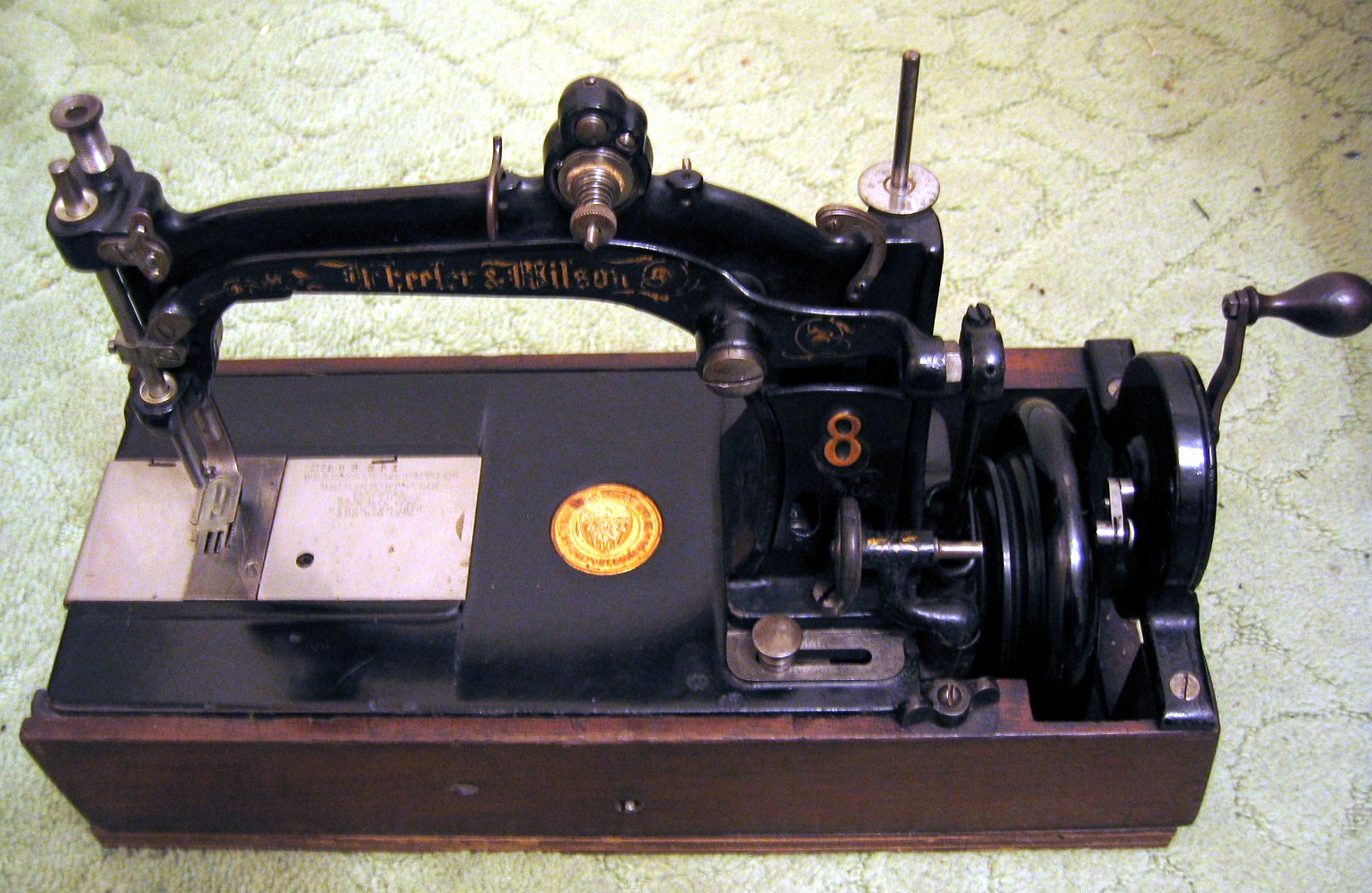
Varrógép a 19. századból

A gyári méretekben történő ruhakészítés a 19. század második felétől kezdődően alakult ki. Azt megelőzően a szabók önálló műhelyeikben, egyedileg készítették megrendelőik méretére a ruhadarabokat. Csak a valóban jól használható varrógép feltalálása (Barthélémy Thimonnier, 1830) indította be azt a folyamatot, amely végül a 20. század elejére az iparszerű tömeggyártás bevezetéséhez vezetett. A nem konkrét személy megrendelésére gyártott „konfekcióruha” megjelenése az 1830-as évekre nyúlik vissza, amikor 1831 körül az amerikai George Opdyke üzemében készruhákat állított elő, és azokat egy New Orleans-i áruházban hozta forgalomba. Igazi fejlődést ezen a téren a varrógép fokozatos tökéletesítése hozott (Elias Howe, 1846; Isaac Merritt Singer, 1851; Allen Benjamin Wilson, 1850 és mások).
A készruhagyártás fejlődésének igen nagy lökést adott az amerikai polgárháború (1861–1865). Kitörésekor még házilag készült egyenruhákat hordtak a katonák, amelyeket a kormány által előírt formában kellett elkészít(tet)ni. Ahogy azonban a háború egyre nagyobb méreteket öltött, vállalkozók gyárakat kezdtek építeni, ahol rövid átfutási idő alatt, hatékonyan állíthatták elő az egyre nagyobb mennyiségben szükséges ruházatokat. A bevonuló katonákról vett méretek azt mutatták, hogy a ruhákat bizonyos szabályszerűségeket mutató nagyságcsoportokba lehet besorolni, amelyekhez egységes mérettáblázatokat lehetett készíteni. Ezeket használták fel azután a háború befejeztével is, amikor polgári férfiruhák készítésére álltak át.
A női ruhák esetében – miután ezek sokkal nagyobb mértékben állnak a divatváltozások és az egyéni ízlések hatása alatt – a tömeggyártás csak sokkal később, az 1920-as évektől terjedt el. Ebben – a ruhagyártáshoz használt gépek körében végbement nagyarányú fejlődés mellett – nagy szerepe volt a reklámipar fejlődésének, az áruházláncok, katalógusáruházak kialakulásának. Ez a folyamat hozta magával a testméreteken alapuló egységes méretszabványok (konfekció) megalkotását is, amit első ízben 1939–1940-ben 15 ezer amerikai nő méreteinek felmérésével állítottak össze és 1941-ben publikáltak.

### A ruhaipar a 20. században

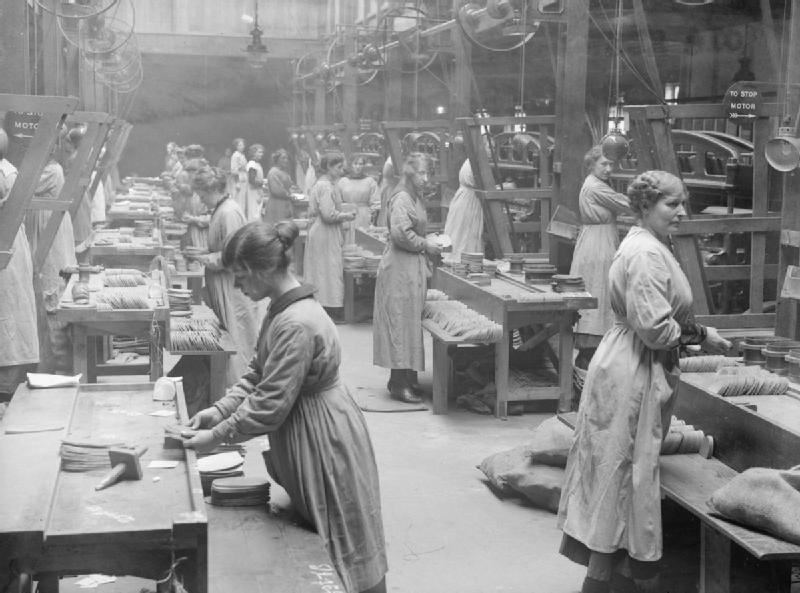
Londoni ruhagyár az első világháború idején

A ruhaipar kialakulása tehát az észak-amerikai kontinensen kezdődött, de a ruházati cikkek nagyüzemi sorozatgyártása a 20. század közepére már Európában, továbbá Ausztráliában, Japánban, Dél-Afrikában is meghonosodott. Ez a folyamat az 1960-as években teljesedett ki, amikor is a legtöbb nyugat- és kelet-európai országban, Észak- és Dél-Amerikában és több más országban is a lakossági igények többségét már ilyen ruhákkal elégítették ki. Megkezdődött a nagyüzemi ruhaipar által gyártott termékek széles körű exportja is, amiből egyre inkább ázsiai országok vették ki a részüket, az ottani igen alacsony bérszínvonal, következésképp az onnan származó áruk olcsósága folytán. A század végére Kína, India, Pakisztán, Banglades lett a ruházati cikkek fő exportőre, annak ellenére, hogy termékeik minősége messze elmaradt az európai és észak-amerikai áruk megszokott színvonalától. Amint azonban ezekben az országokban megjelentek a nyugat-európai és észak-amerikai cégek, mint befektetők, és gyártásukat vagy annak egy jelentős részét áttelepítették ezekbe az úgynevezett „alacsony bérű” országokba, magukkal hozva korszerű gépparkjukat és termelési, termelésszervezési módszereiket, amiket a helyiek is elsajátítottak, a termékminőség fokozatosan javult, és mára már a minőségi színvonal tekintetében nem egy esetben versenyképesek a fejlett ipari országokban előállított termékekkel. Mint negatívumot kell azonban megemlíteni, hogy nem egy ázsiai, afrikai vagy dél-amerikai országban, amelyek jelentős részt képviselnek a ruhaipari exportban, nagyon rosszak a munkakörülmények, a munkavállalók kiszolgáltatott helyzetben, esetenként éhbérért kénytelenek dolgozni, sok helyen gyakorlat a gyermekmunka alkalmazása, e tényezők is forrásai az alacsony árszínvonalnak.
A nagyüzemi ruhagyártás terjedése egységesítette az öltözködést. A 19. században máshogy öltözött egy parasztember és egy tisztviselő, máshogy egy kínai hivatalnok és egy angol középosztálybeli gentleman. Az egységes ruhatípus megjelenése viszont visszahatott a sorozatnagyságokra és így az árak csökkenésére is.

## A ruhaipar helyzete a 21. század elején

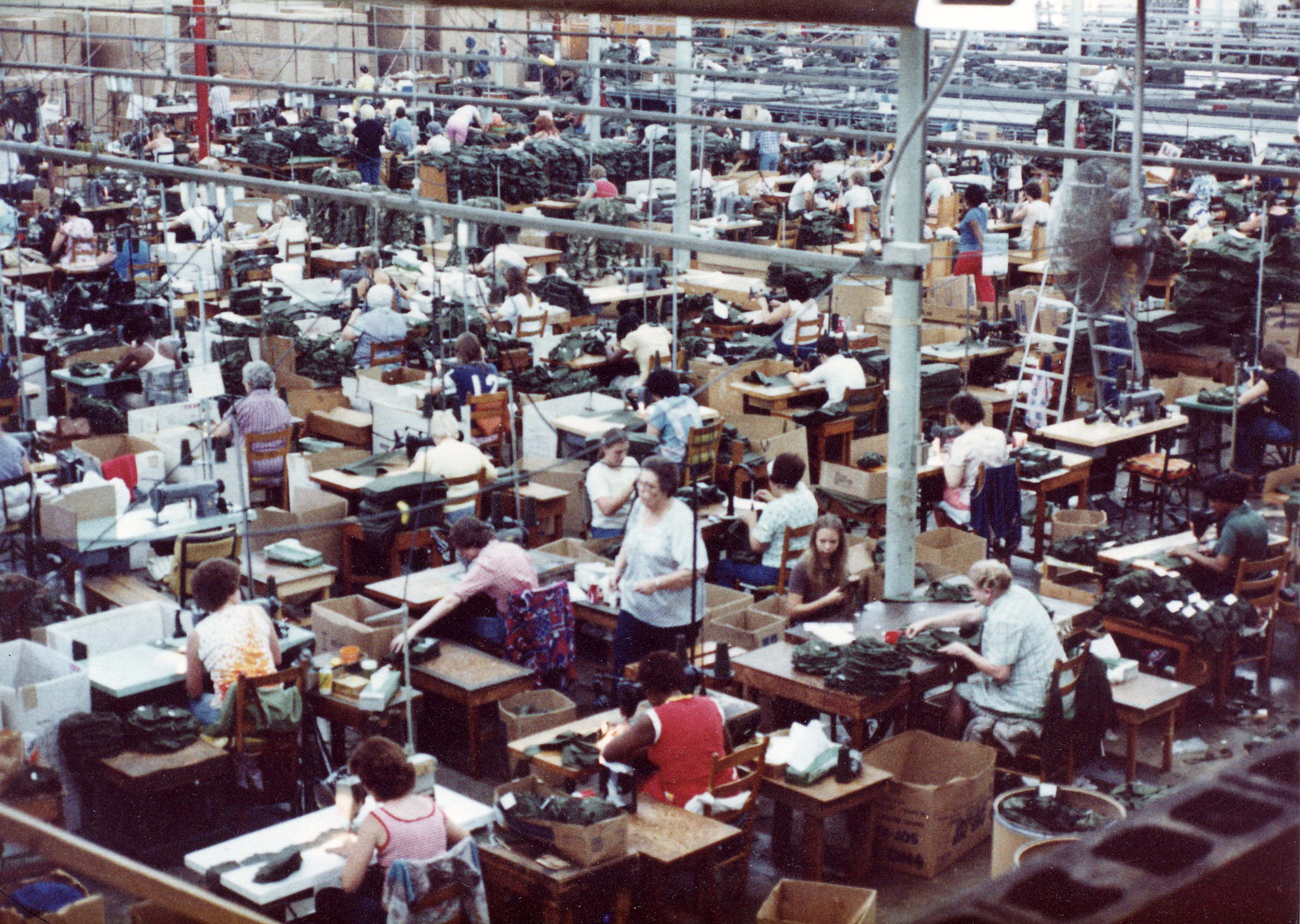
Korszerű nagyüzemi varroda

A ruhaipari tömeggyártás színvonalának nagyarányú fejlődése a 20. és 21. században mindenekelőtt a gyártóberendezések terén végrehajtott fejlesztéseknek köszönhető. A számítógépes szabászati előkészítés (például szabásminták, felfektetési rajzok, műszaki leírások készítése, részben teljesen automatizálva), a számítógépekkel vezérelt szabász- és varrógépek, az automatizált varró munkahelyek, a korszerű ruhaipari kikészítőgépek (például vasalógépek, gőzölő berendezések), a csomagolástechnikai fejlesztések, a termelés nagyfokú automatizálása, a termelésszervezés információtechnikai eszközökön alapuló megoldásai mind meghonosodtak a ruházati cikkek tömeggyártásában, és igen jelentősen megnövelték a termelékenységet és a minőségi színvonalat, valamint hozzájárultak a divatváltozások megkövetelte gyors termékváltásokhoz is. A 20. század első felében még a mechanikus futószalag mentén történő gyártás hódított, a 2000-es években már sokkal korszerűbb, számítógépes gyártásszervezési rendszereket használnak.
A fejlesztés fő irányai a ruhaiparban:
- annak a követelménynek a teljesítése, hogy minél jobban alkalmazkodni kell – a gazdaságosság fenntartása mellett – a gyors divatváltozásokhoz és ennek megfelelően az egy-egy modellből készítendő sorozatok mind jobban csökkenő darabszámához (korábban megszokott volt a több ezer vagy akár tízezer darabos sorozatok gyártása, ez általában néhány száz darabra szűkül);
- a gyártás-előkészítés, a szabászati előkészítő munkák (szabásminta-tervezés, felfektetési rajzok készítése, automata szabászgépek programjának összeállítása stb.) minél pontosabb számítógépes megoldása;
- az egy darabra eső átfutási idő csökkentése, aminek érdekében a lehető legnagyobb mértékben csökkenteni kell a szükséges kézi munkát. Ehhez különböző segédkészülékekkel kell támogatni a varrómunkás tevékenységét (pl. hajtogató, adagoló stb. készülékek alkalmazása a varrógépen), minél jobban automatizálni kell az egyes varrási feladatokat (pl. automatikusan működő gépsorokkal). Itt érdemes megjegyezni, hogy önmagában a gépek további gyorsítása (a korszerű gyorsvarrógépek már így is percenként több ezer öltés készítésére alkalmasak) nem célravezető, mert a varrási műveletben maga a gépi öltésképzés viszonylag csekély időt igényel a kézzel végzett munka (a varrandó anyag behelyezése, igazítása, eltávolítása stb.) mellett;[18]
- az anyagforgalom minél tökéletesebb megszervezése az egymást követő műveletek között, hogy az átfutási idő minél rövidebb és a munkahelyek elhelyezkedése minél áttekinthetőbb legyen;
- a gépeken végzett munka körülményeinek folyamatos javítása az egészségügyi, energiatakarékossági és ergonómiai szempontok figyelembe vételével, ide értve a melegüzemi tevékenységeket is (vasalás, gőzölés);
- a nagyüzemi gyártási körülmények között annak lehetővé tétele, hogy egyedi megrendelések alapján egy-egy gyártásban levő modell egy vagy néhány darabját a vevő tényleges méretei szerint módosítva készítsék el. Ez utóbbira az ad lehetőséget, hogy előrehaladt kísérletek vannak a méretfelvétel videókamerás megoldására és ennek alapján a szabásminta számítógép segítségével történő előállítására.[19]

A konfekciógép-gyártás terén – a gyártási folyamatban előforduló minden berendezésre vonatkozóan – rendkívül gyors fejlesztési tevékenység tapasztalható a fenti szempontoknak megfelelően, amit az informatikai rendszerek (pl. a termelésirányítás és a logisztikai feladatok számítógéppel támogatott megoldásai) nagy mértékben segítenek.
Az EURATEX 2012-ben nyilvánosságra hozott adati szerint a 27 tagú Európai Unió ruhaiparában 127 457 vállalkozás működik, amelyek összesen 1,78 millió embert foglalkoztatnak. Ezeknek a vállalkozásoknak a többsége a kis- és középvállalkozások kategóriájába tartozik, átlagos létszámuk 14 fő/vállalkozás.
A ruhadarabok esetében is nagyon fontos, hogy gyártásuk ne legyen környezetszennyező és ne tartalmazzanak az egészségre ártalmas anyagokat. Ezért az igényes gyártók ilyen szempontból megvizsgáltatják és tanúsíttatják termékeiket az erre hivatott OEKO-TEX szervezet valamelyik akkreditált laboratóriumával, és az igényes kereskedők és fogyasztók általában előnyben is részesítik azokat a termékeket, amelyek ezzel a tanúsítvánnyal rendelkeznek. Sajnos nem minden előállító él ezzel a lehetőséggel, amit a természet- és környezetvédelmi szervezetek (például a Greenpeace) gyakran kifogásolnak is.

## A ruhaipar Magyarországon

### A kezdetektől a 20. század végéig
A magyarországi nagyipari ruhaipar a második világháború után alakult ki. Ezt megelőzően a ruházati termékek előállítása csak kisipari tevékenység keretében folyt. 1938-ban az 1–3 emberrel dolgozó mintegy 23 000 szabó kisiparos mellett az akkor létezett 66 konfekcióüzemben mindössze 2800-an dolgoztak, és ezek termékei meglehetősen alacsony színvonalúak voltak. (Ebből ered a „konfekcióruha” kifejezés korábban meglehetősen lebecsülő értelmezése.) 1950-től a szabó kisiparosok, segédek jelentős részét beléptették az akkor alakított szövetkezetekbe, ezek nyitó termelőeszközei a tagok által bevitt eszközök voltak. Később a szövetkezetek jelentős része is átállt a tömegtermelésre és ez megnyitotta az utat a szakképzetlen munkaerők alkalmazása előtt is. A szabó kisipari szövetkezetek mellett az ún. háziipari szövetkezetek tevékenységének is jelentős részét tette ki a hagyományos ruhaipari tevékenység. Az új ruhagyárak létrehozása a munkahelyteremtésnek is fontos eszköze volt.
Az 1980-as években 127 nagyvállalat állított elő férfi-, női és gyermekruhákat, 78 000 embert foglalkoztatva. Az állami ruhaipari vállalatok a termelés 52%-át, mellettük a tanácsok (az akkori helyi államigazgatási szervek) felügyelete alá tartozó vállalatok a termelés 9%-át, a szövetkezetek pedig 39%-át adták. Az állami vállalatoknál átlagosan 2300, a tanácsi és szövetkezeti vállalatok átlagosan körülbelül 400 főt foglalkoztattak. A divatkoordinációt a Magyar Divat Intézet (MDI) látta el.
A rendszerváltás során végbement politikai és gazdasági változások teljesen megváltoztatták a hazai ruhaipar struktúráját. A nagyon jelentős mértékben belföldi és szovjet piacra dolgozó ruhagyárak igen rövid idő alatt tönkrementek, aminek részben a Szovjetunióba irányuló export leállítása, részben a hazai piacra beözönlő távol-keleti áruk rendkívüli olcsósága volt az oka. Az 1970-es években lezajlott úgynevezett textilipari rekonstrukció folytán, ami a ruhaiparban is jelentős beruházásokat, gépi és infrastrukturális fejlesztéseket tett lehetővé, a vállalatok eladósodásával járt, aminek terheit a piacvesztés következtében nem tudták elviselni és egymás után mentek tönkre. Már korábban is jellemző volt az, hogy a ruhagyárak és ruházati ipari szövetkezetek nyugat-európai megrendelők számára nagy mennyiségben végeztek bérmunkát, amihez minden alapanyagot, kelléket, technológiai dokumentációt, sok esetben a speciális gépek egy részét is a megrendelő bocsátotta a cégek rendelkezésére, így azok csak az élőmunkát adták hozzá a termelés során. Ez igen alacsony jövedelmezőséget eredményezett.

### A 21. század elejei helyzet
A nagyvállalatok tönkremenetelét követő privatizáció során a ruhaipar kisebb vállalkozásokra bomlott szét, amelyek egy része életképes volt, más része hamar csődöt mondott. Nagymértékben rontotta a helyzetet a textilipar leépülése. Ennek folytán a ruhaipar hazai alap- és kellékanyagokkal való ellátása lehetetlenné vált, a felhasznált anyagok legnagyobb részét importból kellett és kell beszerezni.
Szakértői becslések szerint 2012-ben a textil- és a ruházati iparban együttesen mintegy 5000 vállalkozás működött. Ezek a cégek összesen 29 000 fő körüli munkavállalót foglalkoztattak, ezek közül körülbelül húszezren dolgoztak a ruhaiparban és nyolcezerhatszázan a textiliparban. A komolyabb konfekcióüzemekre leginkább jellemző 20–49 közötti létszámmal dolgozó vállalkozások száma 280, az 50–249 fő közöttieké 185.
A működő ruhaipari vállalatok részben vagy teljesen magyar magántulajdonban vannak, részben magyar és külföldi cégek vegyesvállalataként működnek. A sikeres cégek zöme bérmunkát végez külföldi megrendelők számára, nagyon kevés cégnek van saját tervezésű kollekciója, noha az országban igen jó nevű, sokszor külföldön is elismert divattervezők vannak, akik közül azonban csak nagyon keveset foglalkoztatnak a hazai ruhaipari vállalkozások. Többüknek saját vállalkozása és szalonja van.
Már korábban is gyakorlat volt, és ez változatlanul fennáll, hogy egyes büntetésvégrehajtási intézményekben a fogvatartottak számára ruhaipari üzemet létesítettek, akik ott ágyneműket és más egyszerűbb termékeket készítettek. A rendőrség számára egyenruhákat is gyártatnak ilyen intézményekben.
A ruhaipar legnagyobb versenytársa a hazai piacon a főleg ázsiai országokból származó importáru és emellett a főleg Nyugat-Európából érkező használtruha-kereskedelem. Mindkét esetben elsősorban a hazai viszonylag magas termelői árak és az importáruk jóval olcsóbb árszintje okozza a gondokat, mindenekelőtt a főleg mindennapi használatra szánt termékek esetében. Azok a hazai vállalkozások, amelyek képesek magas esztétikai és műszaki színvonalú, divatos termékek előállítására, még így is prosperálnak, a csak nagyon egyszerű „tömegáruk” gyártására berendezkedett cégek azonban sajnos nem vagy alig bírják a versenyt és leginkább piaci árusok számára dolgoznak. Más ruhaipari vállalatok, amelyek termékválasztékukat a munka-, de főleg védőruhák, vagy speciális sportruházati cikkek irányában fejlesztik, sokkal jobb helyzetben vannak, nem egy közülük kifejezetten sikeres.

### Fejlődési lehetőségek

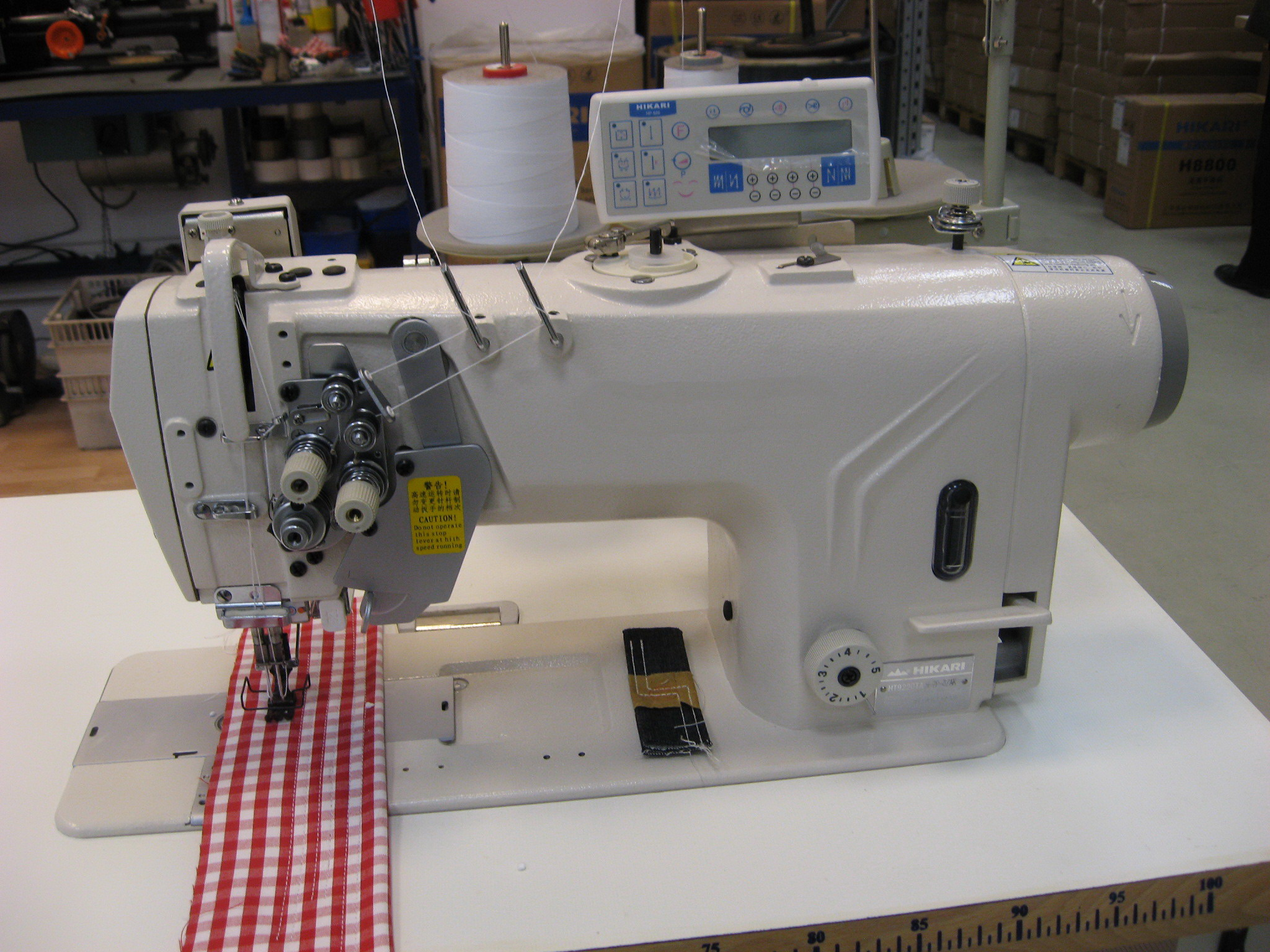
Korszerű, programozható ipari varrógép

A hazai ruhaipar továbbfejlesztésének útját a versenyképesség fokozása érdekében a szakemberek a következőkben látják:
- a gépi technika megújítása
- rugalmas gyártórendszerek meghonosítása
- a teljes terméklánc mentén (a termelésirányítástól a kiskereskedelemig) az üzleti folyamatok innovációja a modern kommunikációs eszközök széles körű alkalmazásával
- a korszerű munkaszervezési módszerek minél szélesebb körű elterjesztése

A termékfejlesztés tekintetében szorgalmazni kell:
- a saját tervezésű kollekciók létrehozását
- a divatmarketing hatékonyabb működését
- a világpiacon megjelenő új anyagok adta új lehetőségek kihasználását
- a hagyományos termékek mellett korszerű funkcionális ruházatok fejlesztését

A funkcionális ruházati termékek között a munka- és védőruhák gyártásában a hazai ruhaipar máris jelentős eredményeket ért el. Az erre specializálódott vállalkozások termékei itthon és külföldi piacokon is jól beválnak.

### Szakmai képzés helyzete
Bár a textil- és ruhaipari szakemberképzés az 1990-es évektől kezdve igen erősen leépült, ez elsősorban a textilipart érinti rendkívül hátrányosan, a ruhaiparban a helyzet kevésbé rossz: működik a felsőfokú képzés (műszaki és tervezői területen az Óbudai Egyetem, divattervezői és művészeti területen a Moholy-Nagy Művészeti Egyetem) és számos szakképző iskola és szakközépiskola foglalkozik a ruhagyártás számára olyan szakemberek képzésével, akik tanulmányaik befejeztével a modelltervezés, a gyártás-előkészítés és a gyártás (szabás, varrás, vasalás stb.) feladatainak ellátására alkalmasak. Ezenkívül számos tanfolyamon is folyik a szabás és varrás alapfokú oktatása.
A Textilipari Műszaki és Tudományos Egyesület is szervez EDUTEX felnőttképzési programja keretében külföldi oktatók és betanítók bevonásával olyan továbbképzéseket, amelyek a működő konfekcióüzemek munkaszervezésének hatékonyságát, a varrómunkások munkamódszereit hivatottak javítani.